# Слободка (Коростышевский район)
Слобо́дка (укр. Слобідка) — село на Украине, находится в Коростышевском районе Житомирской области.
Население по переписи 2001 года составляет 641 человек. Почтовый индекс — 12512. Телефонный код — 4130. Занимает площадь 3,839 км².

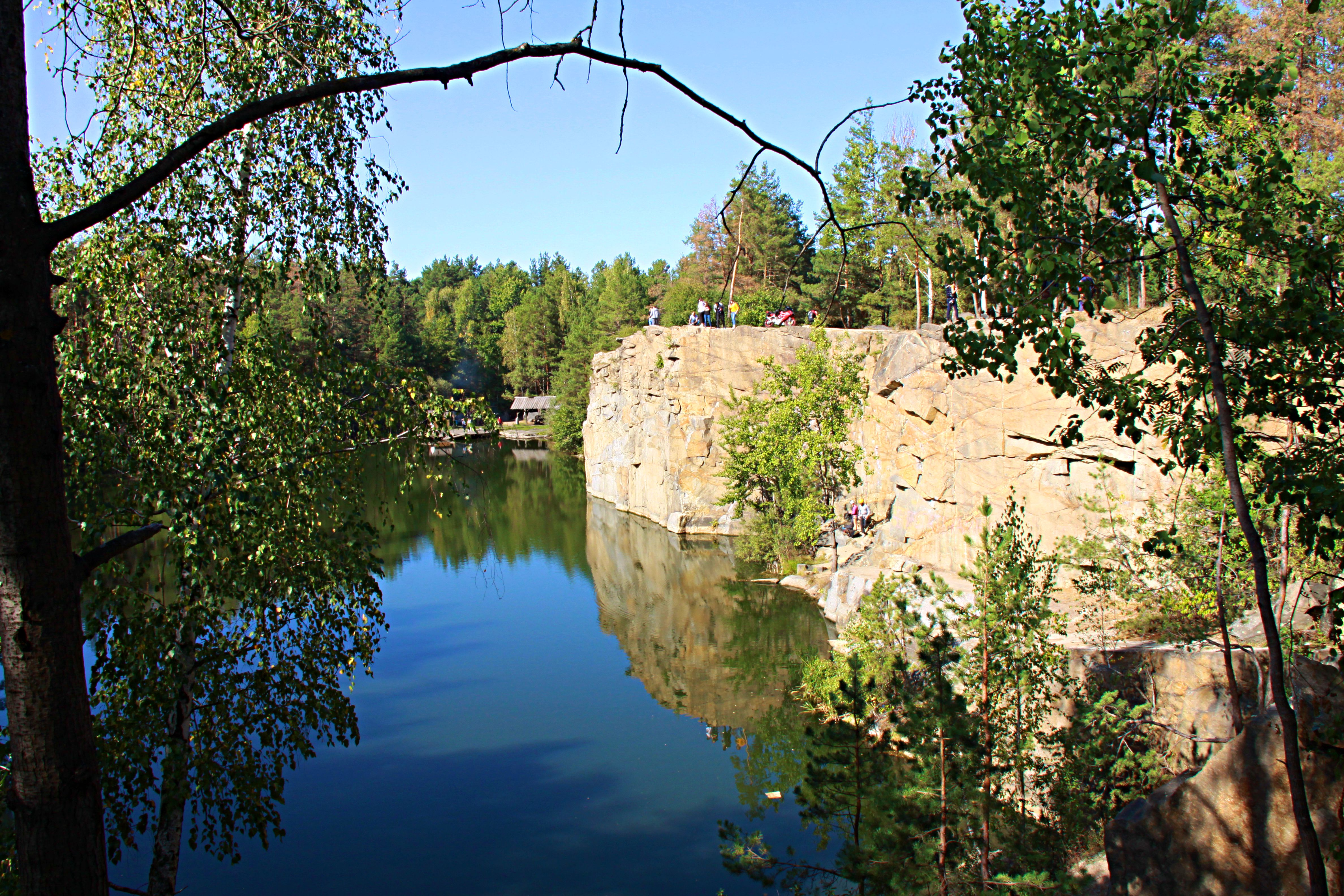
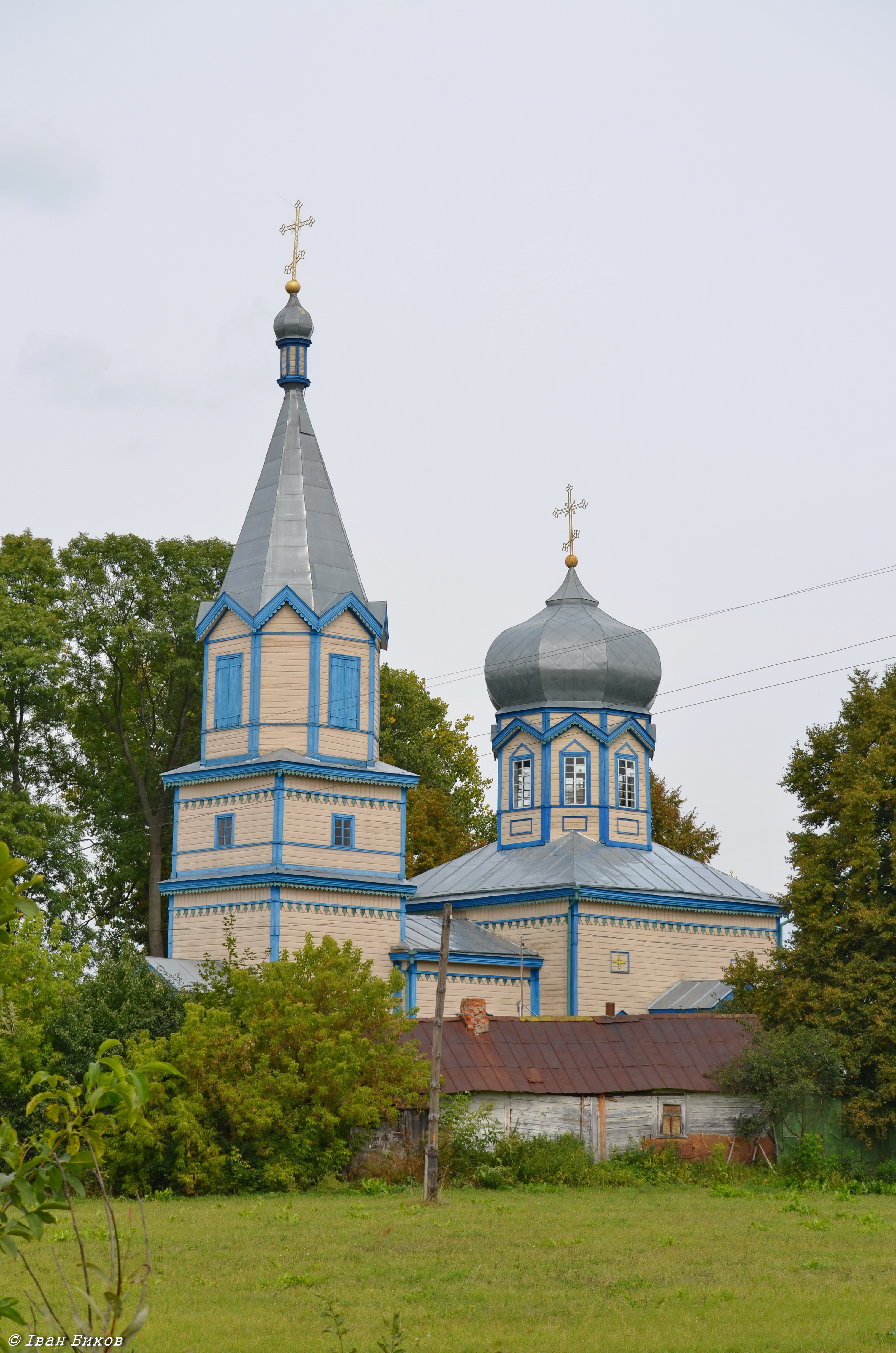

## Адрес местного совета
12512, Житомирская область, Коростышевский район, с. Слободка

## Известные жители и уроженцы
- Стельмах, Татьяна Дмитриевна (1951—2007) — Герой Социалистического Труда.